# 터널자기저항

자기 터널 접합

터널자기저항(Tunnel magnetoresistance, TMR)은 얇은 절연체로 분리되는 두 개의 강자성체 자석으로 구성되는, 자기 터널 접합(magnetic tunnel junction, MTJ)에서 발생하는 자기저항효과이다. (보통 얼마 안 되는 나노미터 정도로) 절연층이 충분히 얇으면 전자는 강자성체 자석 하나를 다른 강자성체 자석으로 터널링시킬 수 있다. 이러한 과정은 고전물리학에서는 금기시되므로 터널 자기저항은 명백히 양자역학적 현상으로 간주된다.
자기 터널 접합은 박막 기술을 사용하여 제조된다. 산업적 규모에서 필름 증착은 마그네트론 스퍼터 디포지션을 통해 수행되며, 연구소 규모에서는 분자선 에피택시, 펄스 레이저 증착, 전자빔 물리 증착이 활용된다. 이러한 접합은 포토리소그래피를 통해 준비된다.

## 역사
터널자기저항 효과는 4.2 K의 Fe/Ge-O/Co 접합을 통해 1975년 프랑스 렌 대학교의 Michel Jullière에 의해 발견되었다. 저항의 상대적 변화는 14% 정도였으며 그다지 많은 조명을 받지는 못했다.

## 같이 보기
- 터널 효과
- 자기저항효과
- 거대자기저항(GMR)
- 스핀토크 전가